# Parvoscincus palawanensis
Parvoscincus palawanensis — вид сцинкоподібних ящірок родини сцинкових (Scincidae). Ендемік Філіппін.

## Поширення і екологія
Parvoscincus palawanensis мешкають в горах Вікторія на острові Палаван. Вони живуть у вологих тропічних лісах. Зустрічаються на висоті від 100 до 900 м над рівнем моря.

## Збереження
МСОП класифікує цей вид як вразливий. Parvoscincus palawanensis загрожує знищення природного середовища.